# João Rebelo
João Rebelo   (Lisboa, 31 de gener de 1920 - Sintra, 12 de maig de 1975) va ser un ciclista portuguès que va córrer entre 1940 i 1952. En el seu palmarès destaquen dues victòries d'etapa a la Volta a Espanya de 1945, quatre Campionats de Portugal en ruta i quatre etapes de la Volta a Portugal.

## Palmarès
- 1943
  -  Campió de Portugal en ruta
- 1945
  -  Campió de Portugal en ruta
  - Vencedor de 2 etapes a la Volta a Espanya
- 1946
  - Vencedor de 2 etapes a la Volta a Portugal
- 1947
  -  Campió de Portugal en ruta
  - 1r al Circuit dels Ribatejo
- 1948
  -  Campió de Portugal en ruta
  - Vencedor d'una etapa a la Volta a Portugal
- 1949
  - Vencedor GP de la muntanya a la Volta a Portugal
- 1952
  - Vencedor d'una etapa a la Volta a Portugal

### Resultats a la Volta a Espanya
- 1945. 6è de la classificació general. Vencedor de 2 etapes
- 1946. 10è de la classificació general